# Svalia (přítok Lėvuo)
Svalia je řeka na severu Litvy, protéká okresy Panevėžys a Pasvalys, je to pravý přítok řeky Lėvuo, do které se vlévá v okresním městě Pasvalys, 4,1 km od jejího ústí do řeky Mūša. Je dlouhá 35,2 km. Pramení na jižním okraji mokřadu Rūdbalė, 21 km na severovýchod od Panevėžysu, v lesním masívu Žalioji giria, nedaleko od silnice č. 191 Panevėžys–Vabalninkas. Teče zpočátku asi 2 km směrem západním, potom dále již směrem převážně severním až do soutoku, v nevelké vzdálenosti na východ od mezinárodní silnice č. E67, která je zde zároveň dálnicí A10 Panevėžys–Pasvalys–Bauska, jinak také nazývanou Via Baltica. Průměrný spád je 84 cm/km .

## Přítoky
- Levé: S – 3 (vlévá se 29,2 km od ústí, kód 41011054), Siestuvas (26,4 km, kód 41011055), S – 1 (21,1 km, kód 41011056), Lieknas (16,8 km, kód 41011057), Ožupis (2,9 km, kód 41011061),

- Pravé: S – 4 (7,4 km, kód 41011059), S – 2 (1,9 km, kód 41011063)

## Obce při řece
Margiai, Mitkai, Sabonėliai, Banioniai, Kliuokmaniškis, Vanaginė, Vilkiškiai, Račiškiai, Pašiliečiai, Stebeikiai, Jurgėnai, Talačkoniai, Šlamai, Velniakalnis, Čižiškiai, Pasvalys